# Upton Park (Londres)
Upton Park es un barrio en el municipio de Newham de la región y el condado del Gran Londres (Reino Unido). Aquí se ubicaba el Boleyn Ground, antiguo estadio oficial del West Ham United.

## Deporte
Upton Park ha estado muy ligado al fútbol desde hace tiempo. El Boleyn Ground, estadio oficial del West Ham United, fue abierto por primera vez en 1904. El club inicialmente rentó la tierra del Green Street House, conocido localmente como Boleyn Castle en asociación con Anne Boleyn. Este estadio ha sido comúnmente conocido como Upton Park.
El Upton Park Football Club, fundado por primera vez en 1866, estaba basado en este. El club fue disuelto en el año 1887, aunque en el año 1891 fue restablecido. El Upton Park F.C. fue el representante del Reino Unido en el torneo de fútbol de los Juegos Olímpicos de 1900, el cual ganaron. Sin embargo, en el año 1911 fue disuelto totalmente.
- Datos: Q7899393
- Multimedia: Upton Park, London / Q7899393